# 悼公 (晋)
悼公（とうこう、紀元前586年 - 紀元前558年）は、中国春秋時代の晋の君主（在位：紀元前573年 - 紀元前558年）。襄公の曾孫（祖父は桓叔捷、父は恵伯談）にあたり、即位する前まで周の王都・洛邑で学問を積んでいたことから公孫周、または周子と呼ばれた。 
欒書と荀偃（中行偃）によって厲公が殺されると、晋に迎えられて君主となった。
文公の治世を理想とし、韓厥や智罃を正卿に、魏絳を中軍司馬に、羊舌肸（叔向）を世子の彪（後の平公）の傅とするなど、賢者を任用し内治を整え、諸侯と会盟し狄と和を結ぶなど、鄢陵の戦い以来、晋に傾いていた覇権を磐石なものにしたが、29歳で死去した。
晋の最後の名君と謳われたが、悼公の時代は鄭や楚、秦などとの戦いが続き戦果は芳しくなく、国内では公室の力が弱まり大夫や貴族たちの力が増大した。